# 龙熙
龙熙（?—?），东晋时焉耆王，又名泥流。焉耆王龙会的儿子。
龙会报父仇占据龟兹，他受命回焉耆为王。后来被前凉将领张植攻灭，拒战在贲仑城，兵败后在遮留谷伏击张植，再次失败，率领属下四万人投降。383年，前秦将领吕光征讨西域，龙熙投降於吕光，吕光建立后凉后，龙熙派遣儿子入侍。